# De Hem (Friesland)
De Hem of Hem (Fries: De Him) is een buurtschap in de gemeente Leeuwarden, in de Nederlandse provincie Friesland. De buurtschap ligt ten tussen Mantgum en Baard, ten zuidwesten van Jorwerd aan de weg De Him binnen het dorpsgebied van Jorwerd en aan de Fâldenserwei in Baard, hoewel het huis aan deze weg buiten het witte kombord ligt. 
Tussen Baard en De Hem ligt de terp en voormalige buurtschap Faldens. Bij de buurtschap komen de Baardersloot en de Jaanvaart samen.

## Geschiedenis
De plaatsnaam betekent binnenpolder die natuurlijk afgewaterd wordt. De bodem van de polder bestaat uit een kalkarme knippoldervaaggrond in zware klei. Anders dan de omliggende plaatsen is de plaats niet ontstaan op een terp, een opgeworpen heuvel in het landschap en kent de plaats weinig tot geen bekende historische vondsten.
Er zijn geen aanwijzingen op vroege bewoning. In de binnenpolder ontwikkelde zich uiteindelijk wel bewoning. In 1511 werd de plaats al aangehaald als De Hem. In 1840 was er bij de volkstelling sprake van een viertal huizen, waarvan drie binnen het dorpsgebied van Jorwerd vielen en één binnen het dorpsgebied van Baard.
Over de Jaanvaart bij De Hem lag een tijdlang een brug genaamd de Hem Tille. In de 17e eeuw werd deze brug op een kaart aangegeven en werd er enige bebouwing ingetekdn. De brug is in de loop van de twintigste eeuw vervangen door een dam met een lage maar brede duiker. Hierdoor is de Jaanvaart niet meer geheel bevaarbaar.
Aan de Wirdumervaart bij de stad Leeuwarden lag eveneens een buurtschap en terrein met de naam De Hem. Deze buurtschap bestaat niet meer sinds de aanleg van de N31.
Steden, dorpen en gehuchten: Aegum · Baard · Beers · Britsum · Cornjum · Finkum · Friens · Goutum · Grouw · Hempens · Hijlaard · Hijum · Huins · Idaard · Irnsum · Jellum · Jelsum · Jorwerd · Leeuwarden · Lekkum · Lions · Mantgum · Miedum · Oosterlittens · Oude Leije · Roordahuizum · Snakkerburen · Stiens · Swichum · Teerns · Warstiens · Wartena · Warga · Weidum · Wirdum · Wytgaard

Buurtschappen: Abbengawier · Angwier · Baardburen · Bartlehiem (deels) · Barrahuis · De Hem · Domwier · Fons · Groote Bontekoe · Gotum · Hezens · Horne · Hofland · Hoptille · Marwird · Midsburen · Naarderburen · Noordend · Oude Schouw (deels) · Poelhuizen · Rewerd (deels) · Schillaard · Schrins · Tichelwerk · Tjaard · Tjeintgum · Truurd · Tsienzerburen · Vensterburen · Vierhuis · Vrouwbuurtstermolen (deels) · Wammerd · Wiel · Wieuwens · Wilaard · Zuiderburen · Zuiderend

Voormalige buurtschappen: De Drie Romers · Hoek

Friesland: Steden en dorpen      Nederland: Provincies · Gemeenten